# Twórcy państwa bułgarskiego

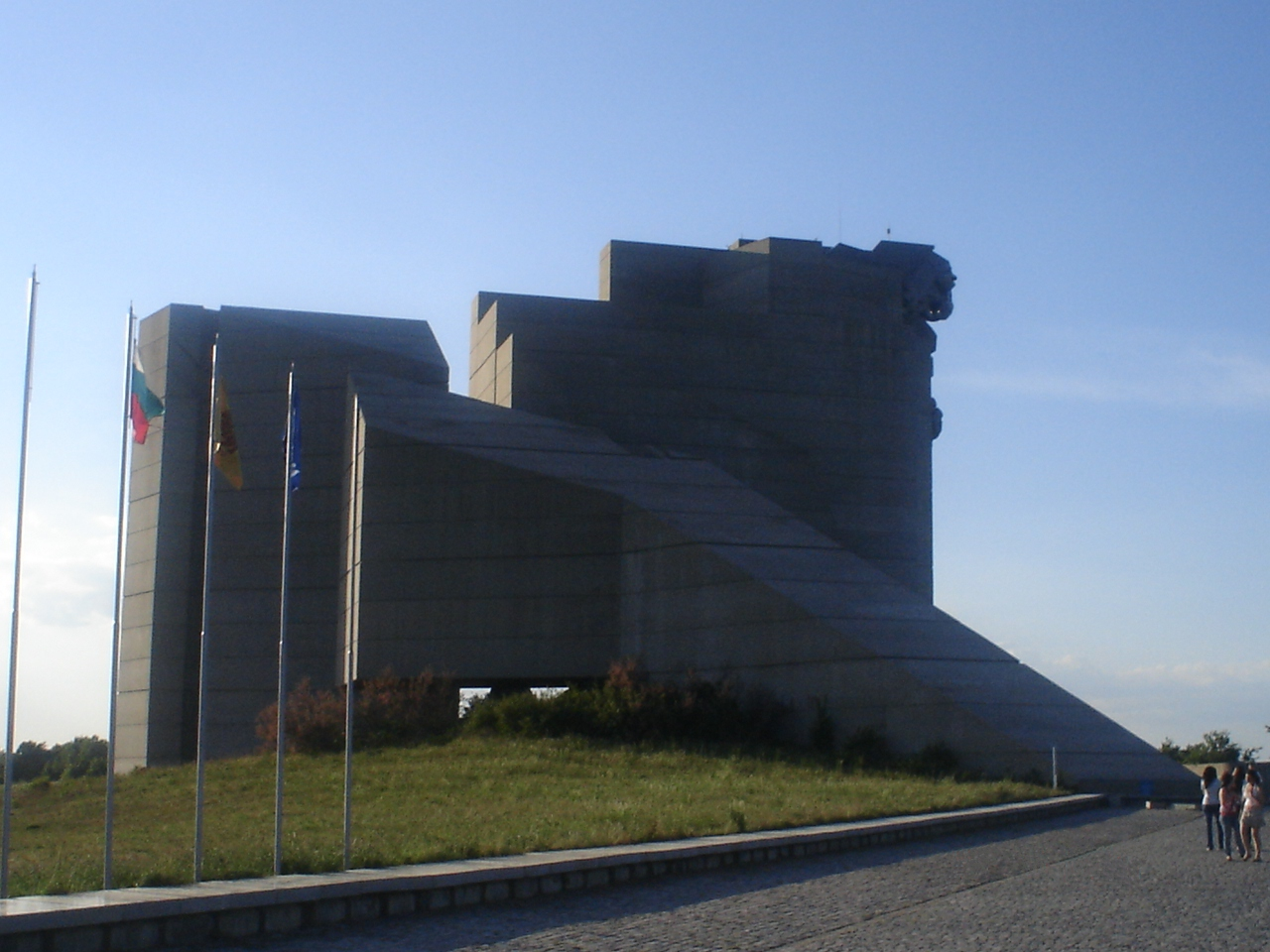
Widok na momument

Widok z miasta Szumen

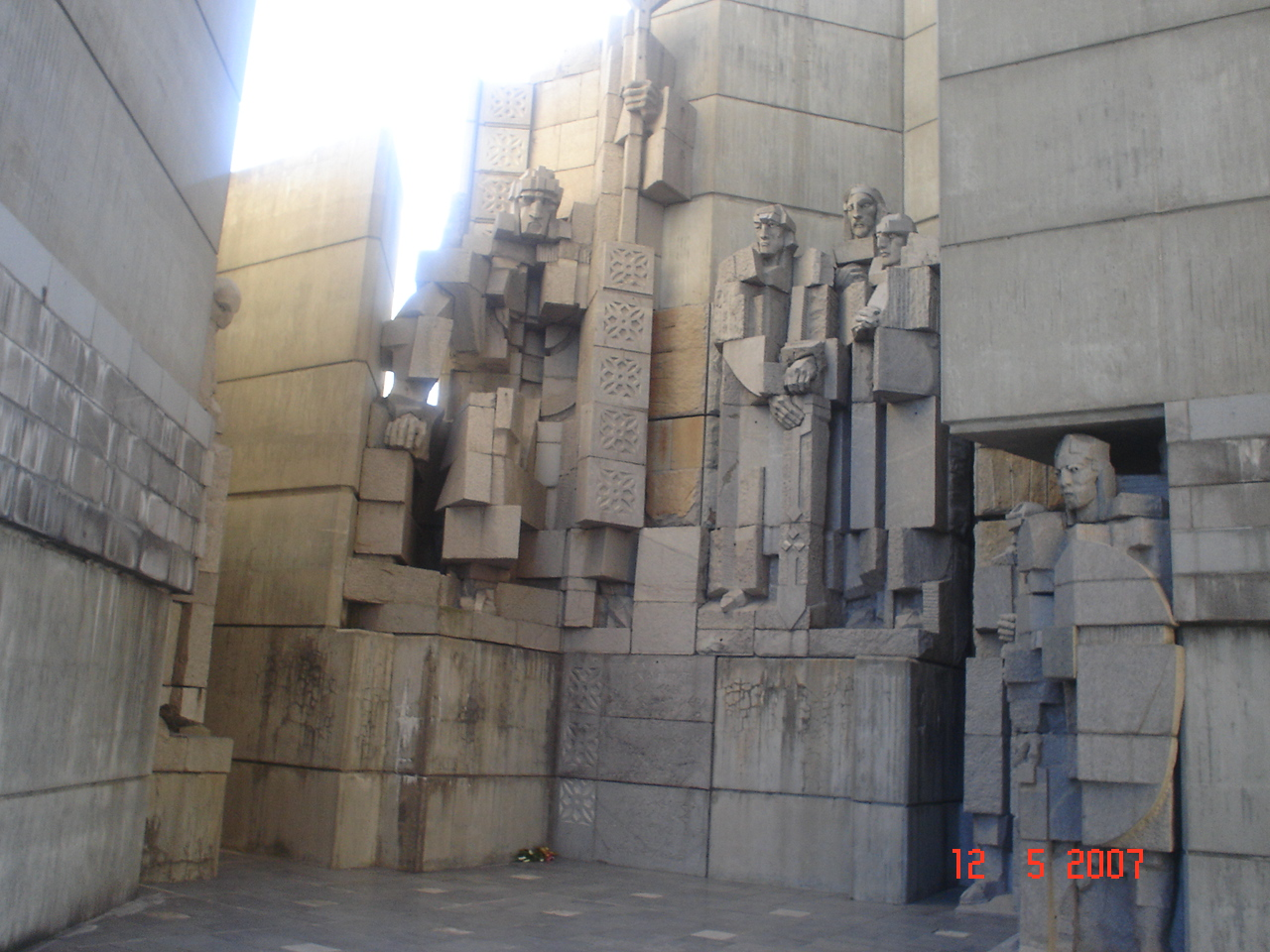
Pomnik z wewnątrz

Twórcy państwa bułgarskiego (bułg. Създатели на българската държава) – kompleks architektoniczny zbudowany w 1981 roku na płaskowyżu powyżej miasta Szumen, Bułgaria, z okazji przypadającej 1300. rocznicy powstania państwa bułgarskiego.

## Położenie
Pomnik znajduje się na płaskowyżu Szumeńskim, w najwyższej części równiny Dunaju, na wysokości 500 nad poziomem morza, wznosząc się ponad miasto Szumen.

## Historia
Postanowieniem Rady Ministrów Bułgarii z dnia 14 marca 1977 roku podjęto decyzję o budowie pomnika, poświęcony nadchodzącej 1300. rocznicy powstawania Bułgarii. W tym celu w maju 1978 roku rozpoczęto zadanie ideologiczne, skompletowanie nagród i jury, w celu wyłonienia zwycięzcy wśród kandydujących stowarzyszeń planujących budowę pomnika. Konkurs podzielono na dwa etapy. W pierwszym wzięło udział 15 kolektywów. 17-członkowe jury, pod przewodnictwem wiceprzewodniczącego Ministerstwa Kultury prof. Pejo Berbenliewa, do drugiego etapu dopuściło 5 projektów. Wygrany projekt z drugiego etapu jest dziełem zespołu z udziałem rzeźbiarzy Kruma Damjanowa i Iwana Sławowa, architektów Georgiego Geczewa i Błagoja Atanasowa, malarzy Władisława Paskalewa i Simeona Wenowa oraz konstruktora Presława Chadżowa.

## Opis
Pomnik przedstawia ważne momenty bułgarskiej historii od VI do X w. Jest on zbudowany z 8 bloków betonowych, formujące dwie półsale. W kompozycji są postacie władców bułgarskich: Asparucha, Terweła, Kruma Zwycięzcy, Omurtaga, Borysa I Michała oraz Symeona I Wielkiego. W sali „złoty wiek” oprócz postaci Symeona znajdują się Klemens z Ochrydy, Naum Ochrydzki i Angelariusz Ochrydzki, arystokraci i wojownicy. Każdy z bloków, na których widnieją mozaiki, są rozstawione pod innym kątem – 45 °, 90 ° i 60 º, co ma na celu przedstawienie idei stopniowego rozwoju państwa.
W pierwszej części przedstawione są runy, którymi posługiwali się Prabułgarzy, wśród których stoi znak Tangry, w drugiej części przedstawiona jest głagolica, natomiast w 3 części cyrylica.
Wojownicy w pierwszej części witają chana, ubranego w purpurę. Twarze figur z drugiej części mają nieradosne oblicze, co świadczy to o tym, że przyjęcie chrześcijaństwa nie przeszło bez sprzeciwu. Trzecia część przedstawia braci Cyryla i Metodego, ich uczniów Nauma Ochrydzkiego, Angelariusza Ochrydzkiego, Sawę i Gorazda, a także uczonych i konstruktorów symeońskiego Złotego Wieku.